# Saint-Paul-lès-Romans
Saint-Paul-lès-Romans é uma comuna francesa na região administrativa de Auvérnia-Ródano-Alpes, no departamento de Drôme. Estende-se por uma área de 15,77 km². Em 2010 a comuna tinha 1 875 habitantes (densidade: 118,9 hab./km²).